# Martin Verkerk
Martin Verkerk, född 31 oktober 1978 i Leiderdorp i Nederländerna, är en före detta professionell tennisspelare. Han nådde helt oväntat finalen i Franska Öppna 2003 men förlorade där mot Juan Carlos Ferrero. På vägen till finalen vann Verkerk mot kändra grusspelare som Carlos Moyá och Guillermo Coria. 
Verkerk blev professionell spelare 1996. Han har varken före eller efter finalen i Paris nått några större framgångar och plågats mycket av skadeproblem och körtelfeber. Verkerk var känd för sin serve och backhand och har efter finalen i Franska Öppna blivit känd i Nederländerna. Finalen sågs av fler hushåll i Nederländerna än då landsmannen Richard Krajicek vann Wimbledon 1996. Under karriären vann Verkerk två titlar.

## Titlar
- 2003 - Milano
- 2004 - Amersfoort

## Grand Slam-finaler

### Finalist (1)
| År   | Tävling       | Motståndare i finalen | Resultat      |
| 2003 | Franska Öppna | Juan Carlos Ferrero   | 1–6, 3–6, 2–6 |